# Camillina major
Camillina major är en spindelart som först beskrevs av Eugen von Keyserling 1891.  Camillina major ingår i släktet Camillina och familjen plattbuksspindlar. Inga underarter finns listade.